# Vladimír Procházka (politik KSČ)
Vladimír Procházka (12. září 1895 v Přerově – 25. června 1968 v Praze) byl český právník, překladatel, politik Komunistické strany Československa (poválečný poslanec Ústavodárného Národního shromáždění a Národního shromáždění ČSR), pedagog a akademik ČSAV, bratr Jaroslava Procházky, profesora a rektora Univerzity Karlovy.

## Biografie
V mládí byl stoupencem tzv. realistů a členem České strany pokrokové. Patřil do křídla okolo Zdeňka Nejedlého, které se ve 20. letech 20. století přiklonilo ke komunistům.
Zaměřoval se na ekonomiku a právo Sovětského svazu, od roku 1922 publikoval. V roce 1925 vstoupil do KSČ. Pod pseudonymem J. Mach vydal sborník Deset let diktatury proletariátu (1927), do kterého přispěl částí Hospodářský systém diktatury proletariátu. Publikoval v Levé frontě či TASSu. Za okupace překládal, především z angličtiny, ruštiny a němčiny, například Steinbeckovy Hrozny hněvu, díla Jamese Joyce, G. B. Shawa aj. Od roku 1945 byl profesorem Univerzity Karlovy se zaměřením ekonomie a právo SSSR; ústavní právo.
V roce 1946 podepsal prokomunistické „Májové poselství kulturních pracovníků českému lidu!“ publikované před volbami do Ústavodárného Národního shromáždění v květnu 1946. Tento předvolební manifest podepsalo celkem 843 kulturních pracovníků a komunisté volby vyhráli. Později podepsal prokomunistickou výzvu Kupředu, zpátky ni krok!, jež byla vydána dne 25. února 1948 pro podporu komunistického převratu. Ve výše uvedených volbách v roce 1946 byl zvolen poslancem za KSČ. V parlamentu setrval do konce funkčního období, tedy do voleb do Národního shromáždění roku 1948, v nichž byl zvolen do Národního shromáždění za KSČ ve volebním kraji Praha. Zasedal zde do konce funkčního období, tedy do voleb v roce 1954.
Vedl práce na Ústavě Československé republiky z roku 1948. KSČ ho totiž po roce 1946 prosadila na post generálního zpravodaje parlamentní subkomise pro přípravu ústavy. Podobně se podílel i na přípravě textu Ústavy Československé socialistické republiky z roku 1960. Zastával četné stranické, státní a akademické funkce. IX. sjezd KSČ ho zvolil členem Ústředního výboru Komunistické strany Československa (funkci zastával v letech 1949–1954). Mezi lety 1951 a 1952 byl velvyslancem ve Spojených státech. V období let 1955–1965 byl členem presidia ČSAV. Od roku 1959 řídil encyklopedické práce ČSAV, díky čemuž vyšel čtyřdílný Příruční slovník naučný (1962–1967). V roli vystřídal Bohumila Němce, bývalého šéfredaktora doplňků Ottova slovníku, který nebyl členem KSČ. Též byl tajemníkem pětičlenného týmu, jenž začal přípravné práce na Velké československé encyklopedie, které se ale moc daleko nedostaly.
Za svoje dílo byl oceněn v roce 1949 stříbrnou medailí Řádu 25. února a dvakrát v roce 1955 a 1965 Řádem republiky.